# Planodes stratus
Planodes stratus är en skalbaggsart som beskrevs av Heller 1900. Planodes stratus ingår i släktet Planodes, och familjen långhorningar.
Artens utbredningsområde är Sulawesi. Inga underarter finns listade i Catalogue of Life.